# Sphegina aterrima
Sphegina aterrima är en tvåvingeart som beskrevs av Stackelberg 1953. Sphegina aterrima ingår i släktet midjeblomflugor, och familjen blomflugor. Inga underarter finns listade i Catalogue of Life.